# Lumbui Nias
Lumbui Nias is een bestuurslaag in het regentschap Nias Selatan van de provincie Noord-Sumatra, Indonesië. Lumbui Nias telt 640 inwoners (volkstelling 2010).